# Campylocheta keiseri
Campylocheta keiseri là một loài ruồi trong họ Tachinidae.